# John Dieter Brinks

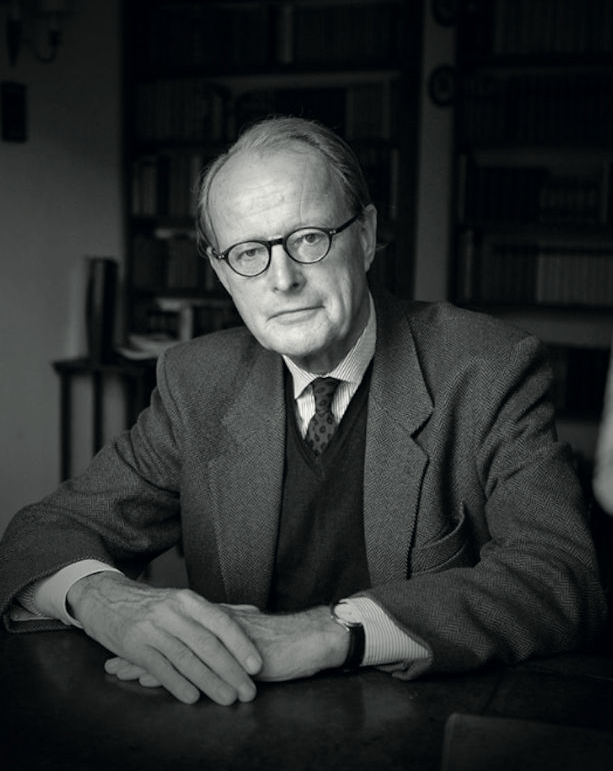
John Dieter Brinks an seinem Schreibtisch in Lich im Jahr 2013

John Dieter Brinks (* 25. September 1943) ist ein deutscher Autor und Verleger.

## Lebensdaten
John Dieter Brinks wurde 1943 in Bad Nauheim geboren. Er wuchs in Köln auf, wo er das Altsprachliche Gymnasium Kreuzgasse besuchte. Nach dem Abitur studierte er in Genf, Oxford, Bonn und Göttingen Geschichte, Slawistik und Osteuropäische Geschichte.
1972 heiratete er Marie-Luise von Puttkamer, mit der er drei Kinder hatte, und lebte nahe Bad Driburg auf dem Lande in Ostwestfalen. 1996 heiratete er Ariane Gräfin zu Solms-Laubach und lebte zuerst in Laubach, dann in Lich. Seit 2019 lebt und arbeitet er in Berlin.

## Der Sammler
Schon als Halbwüchsiger gehörten Brinks‘ ganzes Interesse und ein Gutteil seiner Zeit dem Lesen, den Büchern, dem Schönen Buch. So begann er, ausgehend von seiner frühen Vorliebe für die Werke Goethes und Thomas Manns, Rilkes und Hofmannsthals, zu sammeln: mit dem wachsenden Lebenswunsch, um ihre Werke eine weitreichende, dabei nicht uferlose, sondern streng auf seine Sympathien zugeschnittene Bibliothek der Weltliteratur zusammenzustellen.
Der lebenslangen Beschäftigung mit den Werken dieser Dichter entsprach aber früh ein zweiter, ungewöhnlicher Aspekt des Sammelns: Brinks las ihre Werke bald in Ausgaben des frühen Insel Verlags. Der wiederum stand einst in vorderster Reihe, als in jenen ersten drei Jahrzehnten des 20. Jahrhunderts, beflügelt von den Engländern um William Morris und Edward Johnston, Deutschland eine Blütezeit der Buchkunst erlebte, verblüffend für die meisten denkenden Deutschen, die so gerne den Geist gegen die Form ausspielen.
So schärften etwa die Bände der "Großherzog Wilhelm Ernst Ausgabe" von Goethes Werken, die Harry Graf Kessler organisiert und gestaltet hatte, sein Auge neben dem literarischen für den ästhetischen Genuss, den ein schönes Buch dem Herz und der Hand des Lesers bieten kann. Dies bestärkte John Dieter Brinks in seinem Wunsch, die Ausgaben des frühen Insel-Verlags und der Cranach-Presse Kesslers möglichst umfassend zu sammeln. Was ihm im Laufe der Jahrzehnte auch annähernd gelang.
Nur wenn man diesen doppelten, den literarischen und den ästhetischen, Aspekt seiner Passion als Sammler begreift, wird verständlich, warum Brinks in der Mitte seiner fünfziger Jahre innerhalb weniger Monate zum Autor, zum Kurator, zum Verleger wurde.

## Der Kurator
Der Anstoß erfolgte nicht von ungefähr aus der Welt der Buchkunst. 1996 bat ihn die befreundete Familie Zanders in Bergisch Gladbach, die von Brinks für sie zusammengestellte Sammlung von auserlesenen Pressendrucken, die während jener Blütezeit deutscher Buchkunst auf Zanders Bütten gedruckt worden waren, in einer Ausstellung der Öffentlichkeit vorzustellen. Brinks‘ Ausstellung in Bergisch Gladbach fand ein solches Echo, dass die Berliner Staatsbibliothek ihn einlud, sie im Jahre 1999 in ihrem Hause Unter den Linden zu präsentieren.
Dies führte auf Brinks’ Vorschlag hin nahtlos zu einem zweiten gemeinsamen Projekt, der Ausstellung „Vom Ornament zur Linie. Der frühe Insel-Verlag 1899-1924“, die er im Folgejahr im Haus Potsdamer Platz organisierte und kuratierte.
Der Erfolg auch dieser Ausstellung kam einem Durchbruch gleich: Sie wurde im Anschluss in Weimar im Goethe-Nationalmuseum und in den Haag im Museum Meermanno-Westreenianum gezeigt, der führenden europäischen Institution für moderne Buchkunst.
Vor allem beflügelte er John Dieter Brinks dazu, zwei weitere Projekte realisieren zu können: in den Jahren 2003 bis 2006 die Ausstellung "Das Buch als Kunstwerk. Die Cranach Presse des Grafen Harry Kessler", die in Weimar im Neuen Museum und dann in der Chapim Library der Williamstown University in den USA gezeigt wurde, zwischendurch auch in Detmold und Paris. Und zu der Ausstellung "Denkmal des Geistes. Die Buchkunst Henry van de Veldes", die er zwischen 2007 und 2009 in Berlin im Bröhan-Museum, in Gent im Design Museum und in Den Haag im Museum Meermanno organisierte.
Worin aber wurzelte der Erfolg dieser Ausstellungen? Einmal in ihrer Gesamtkonzeption, praktisch gesprochen: John Dieter Brinks lieferte die Idee, er stellte bzw. organisierte die Objekte, er konzipierte jede Vitrine, er schrieb alle Texte und entwarf alle Arrangements, bis hin zum Entwurf der Plakate.
Zweitens darin, dass Brinks versuchte, drei eigene Vorstellungen zu verwirklichen, die dem ausgestellten Objekt Buch, das so oft so trocken, weil so "einseitig" präsentiert wird, zu lebendiger Anschauung verhelfen sollten.
1. ) Das Buch, das künstlerische Objekt, wurde von ihm in einen kulturgeschichtlichen Kontext, also die "Moderne um 1900", gesetzt. Als Beispiel: Warum hat Kessler für seinen Pressendruck der "Eclogen" Vergils, der seither gerne, aber meist ohne Begründung, als "Schönstes Buch des 20. Jahrhunderts" bezeichnet wird, ausgerechnet diesen, für die meisten Leser doch spröden Text gewählt?
2. ) Für Brinks‘ Auge sollte die Genesis jeden Buchs für den Betrachter greifbar werden, indem er nicht nur die Endfassung präsentierte, sondern nach Möglichkeit auch die Skizzen, die Entwürfe, die zu ihr hingeführt hatten. So zeigte er, in der Ausstellung wie später im Buch, vier unterschiedliche Entwürfe der ersten Textseite der "Eclogen", teils mit, teils ohne Maillols "Illustration".
3. ) Dass ein Buch ein "Gesamtkunstwerk" sein konnte, konnte für Brinks nur verdeutlicht werden, indem so oft als möglich mehrere Exemplare einer Ausgabe gezeigt wurden. Erst dann konnten Papier, Druck, Typographie, Illustration, Einband dem Betrachter vor Augen treten. So im Falle der "Eclogen" Vergils Exemplare auf Bütten und auf Pergament, Seiten mit Typographie und Seiten mit einer Illustration. Erst dann könne ein Betrachter mit Recht urteilen, ob und warum ein Buch angesichts seiner Harmonien „schön“ genannt werden dürfe.

## Der Verleger und Autor
Diese Konzeption, das Buch als literarisches Werk in den gemäßen kulturgeschichtlichen Rahmen zu stellen und es als ästhetisches Objekt vielseitig und bis ins Detail vorzustellen, führte folgerichtig dazu, dass Brinks vom Kurator zum Autor, vom Autor zum Verleger wurde.
Er sah bald ein, dass es nicht reichte, mit einem Katalog durch eine Ausstellung zu führen – das mussten Leporellos und Broschüren besorgen –, sondern dass jeweils eine umfassende Monographie notwendig war, um der geistigen Welt und der ästhetischen Gestaltungskraft des Insel-Verlags, der Cranach Presse, der Buchkunst van de Veldes gerecht werden zu können. In den beiden ersten Fällen fungierte er als maßgeblicher Herausgeber mit mehreren eigenen Beiträgen, aber unterstützt von führenden Fachleuten, im dritten Fall als alleiniger Autor. Als zwei führende deutsche Verlage in Frankfurt und Leipzig glaubten, Brinks‘ Ideen drohten ihren jeweiligen, nicht zuletzt finanziellen Rahmen zu sprengen, entschloss er sich im Laufe des Jahres 2000, ein blutiger Laie auf diesem Gebiet, bei diesem ersten Projekt "Vom Ornament zur Linie" mit der Hilfe des Buchkünstlers Jürgen Seuss, selbst zum Verleger zu werden.
Sein Triton Verlag, der nur aus seinen zwei blauen Augen bestand, vor allem aber über keinen eigenen Vertrieb verfügte, blieb völlig angewiesen auf das erhoffte, aber kaum berechenbare Echo, das die führenden deutschen Zeitungen ihm mit ihren Rezensionen bescheren konnten. Das dieses Echo eintraf, verhalf dem Verlag zu einer Flut von Aufträgen und Brinks zu dem zutiefst dankbaren Bewusstsein, dass selbst im Jahre 2000 noch jenes Bildungsbürgertum existierte, das hundert Jahre zuvor die Blüte des Insel Verlags garantiert hatte.
Dank dieses Widerhalls, der sich noch zwei Mal wiederholte, waren alle drei Publikationen des Verlags seit langem ausverkauft, ja sind selbst Objekte auf Auktionen geworden. Vor allem bot die so seltene Doppelrolle, Autor und Verleger in einer Person zu sein, Brinks die unschätzbare Möglichkeit, wie bei den Ausstellungen auch bei seinen Büchern seine Vorstellungen ungehindert durchsetzen zu können. Er konnte nicht nur schreiben, was ihm richtig erschien, sondern auch – lediglich beim Satz dankbar auf die Leipziger Professorin Sabine Golde angewiesen – entscheiden, welches Papier, welche Schriften, welche Typographie, welche Bilder, welcher Einband ihm richtig erschienen, um ein "schönes" Buch zu schaffen. Denn das musste es, wenn es von schönen Büchern handeln sollte, doch nach Möglichkeit sein. Um der Devise von Keats zu entsprechen, die John Dieter Brinks schon als Sammler geliebt hatte: "A Thing of Beauty is a Joy forever."

## Ausstellungen (Auswahl)
- 1996: Weltliteratur auf Zanders Bütten. Berg. Gladbach, im Kulturhaus Zanders.
- 1999: Weltliteratur auf Zanders Bütten. Berlin, Staatsbibliothek Unter den Linden.
- 1999: Vom Ornament zur Linie. Berlin, Staatsbibliothek Potsdamer Platz.
- 2000: Vom Ornament zur Linie. Weimar, Goethe-Nationalmuseum.
- 2000: Vom Ornament zur Linie. Den Haag, Museum Meermanno-Westreenianum.
- 2002: Goethe im frühen Insel-Verlag. Frankfurt, im Holzhausenschlößchen.[11][12][13]
- 2003: Das Buch als Kunstwerk. Die Cranach Presse des Grafen Harry Kessler. Weimar, im Neuen Museum.[14]
- 2004: The Book as a work of Art. The Cranach Press. Williamstown/USA, Chapin Hall.
- 2005: Bücher müssen wie Feste sein. Detmold, im Schloß.
- 2006: La beauté est une promesse de bonheur: Kesslers Parole. Paris, Galerie Condé.[15]
- 2007: Hommage à Harry Graf Kessler. Berlin, im Bröhan-Museum.[16]
- 2007: Denkmal des Geistes. Die Buchkunst Henry van de Veldes. Den Haag, im Museum Meermanno-Westreenianum.[17]
- 2009: Denkmal des Geistes. Gent, im Design Museum.
- 2009: Henry van de Veldes Buchkunst. Vom Jugendstil zum Bauhaus. Berlin, im Bröhan-Museum.[18]

## Veröffentlichungen Bücher (Auswahl)
- 1996 – Weltliteratur auf Zanders Bütten. Die Sammlung Renate Zanders, zusammengestellt von Dieter Brinks, Berg. Gladbach, 1996. Zweite Auflage im Maecenata Verlag, München, 1999. ISBN 3-9803947-9-4
- 2000 – Vom Ornament zur Linie. Der frühe Insel-Verlag 1899-1924, ed. John Dieter Brinks, Triton Verlag, Laubach und Berlin, 2000. ISBN 3-935518-00-5
- 2002 – Goethe im frühen Insel-Verlag, Triton Verlag, Laubach und Berlin, 2002. ISBN 3-935518-06-4
- 2003 – Das Buch als Kunstwerk. Die Cranach Presse des Grafen Harry Kessler, ed. John Dieter Brinks, Triton Verlag, Laubach und Williamstown/Mass., 2003. ISBN 3-935518-60-9
- 2005 – The Book as a Work of Art. The Cranach Press of Count Harry Kessler, ed. John Dieter Brinks, Triton Verlag, Laubach und Williamstown/Mass., 2005. ISBN 3-935518-60-9
- 2007 – Denkmal des Geistes. Die Buchkunst Henry van de Veldes, Lich, 2007. ISBN 3-935518-72-2
- 2015 – Harry Graf Kessler, im Deutschen Kunstverlag, Berlin und München, 2015. ISBN 978-3-422-07294-7[19]

## Veröffentlichungen Essays (Auswahl)
- 1980 – Wagen und Wägen. Zur Bedeutung des frühen Insel-Verlags, in: Antiquariat Sybille Kaldewey, "Die Sammlung F.S. Der Insel-Verlag", Düsseldorf, 1980.
- 1996 – Von der Unentbehrlichkeit des Entbehrlichen. Über das Sammeln schöner Bücher, in: "Weltliteratur auf Zanders Bütten", Berg. Gladbach, 1996.
- 2003 - ‚Bücher müssen wie Feste sein…‘ Über Kessler und seine Bücher, in: Führer durch die Ausstellung "Das Buch als Kunstwerk", Weimar, 2003.
- 2005 – On Bindings of the Cranach Press Books. A Collector‘s View, in: "The Book as a Work of Art", Laubach und Williamstown/Mass., 2005.
- 2007 - ‚La beauté est une promesse de bonheur‘. Kesslers Auffassung von Stendhals Parole, in: "Hommage à Harry Graf Kessler", Berlin, 2007.
- 2009 – Vom Jugendstil zum Funktionalismus. Die Buchkunst van de Veldes, im Katalog zur gleichnamigen Ausstellung, Berlin, 2009.
- 2013 – Fascination de la Ligne en tant qu‘en ornement, in: "Henry van de Velde. Passion. Fonction. Beauté", Katalog zu den gleichnamigen Ausstellungen in Brüssel und Weimar, Brüssel, 2013.[20]
- 2016 – Die Cranach Presse. Kesslers Meisterwerk, in: "Harry Graf Kessler. Flaneur durch die Moderne", im Begleitbuch zur gleichnamigen Ausstellung im Liebermannhaus, Berlin, 2016.
- 2019 – Vom Zauber der Linie. Die Buchkunst Otto Dorfners, in: "Werkstatt Otto Dorfner. Buchkunst in Weimar", München, 2019.[21]

## Veröffentlichungen Vorträge (Auswahl)
- 2002 – Die Goethe-Renaissance um 1900, gehalten am 8. September 2002 im Holzhausenschlößchen in Frankfurt anlässlich der Vernissage der Ausstellung "Goethe im frühen Insel-Verlag".

- 2003 – Auf der Suche nach der Sinnlichkeit. Kesslers und Craigs ‚Hohelied‘, gehalten am 6. November 2003 im Neuen Museum in Weimar anlässlich der Ausstellung "Das Buch als Kunstwerk".
- 2004 – Über die merkwürdige Passion, alte Bücher zu sammeln, gehalten am 8. Juni 2004 in Leipzig vor der Leipziger Bibliophilen-Gesellschaft.
- 2004 – The Book as a Work of Art, gehalten am 29. Juni 2004 in der Chapin Library des Williams College, Williamstown, USA, anlässlich der Vernissage der gleichnamigen Ausstellung dort.[22]
- 2004 – Die Vision einer ‚Moderne‘ um 1900, gehalten am 4. Oktober 2004 in Chemnitz auf einer Veranstaltung in der Villa Esche.
- 2007 – Paul Gerhardt und der Christ von heute, gehalten am 11. September 2007 in der Stadtkirche von Laubach/Oberhessen anlässlich von Gerhardts 400. Geburtstag.
- 2008 – Henry van de Velde: Ein ästhetisches und ein kulturelles Problem, gehalten am 3. März 2008 in der Belgischen Botschaft in Berlin.
- 2009 – Henry van de Velde als Antipode der Bauhaus-Bewegung, gehalten am 17. September 2009 im Bröhan-Museum, Berlin, anlässlich der Finissage der Ausstellung über van de Veldes Buchkunst.[23]
- 2015 – Von der Bedeutung des Handpressendrucks für die deutsche Buchkunst, gehalten am 24. Januar 2015 in Stuttgart als Festvortrag der Stuttgarter Antiquariatsmesse.[24]
- 2016 – Der Meteor. Harry Graf Kesslers Nietzsche-Erlebnis, gehalten am 21. Juli 2016 im Haus Liebermann, Berlin, im Rahmen der Ausstellung "Harry Graf Kessler. Flaneur durch die Moderne."[25]